# Maehrenthalia americana
Maehrenthalia americana is een platworm (Platyhelminthes). De worm is tweeslachtig. De soort leeft in het zoute water.
Het geslacht Maehrenthalia, waarin de platworm wordt geplaatst, wordt tot de familie Byrsophlebidae gerekend. De wetenschappelijke naam van de soort werd voor het eerst geldig gepubliceerd in 1990 door Ax & Armonies.